# Laguna de Paca
La Laguna de Paca es un lago de montaña del Perú situado en la provincia de Jauja en el departamento de Junín, a unos 3.5 km al norte de la ciudad de Jauja. Se encuentra a 3.418 metros de altitud, presenta una extensión de 21.40 km² y tiene una capacidad de 85.50 mil m³.

## Descripción
Los totorales  de la laguna sirven de hábitat a gran variedad de aves silvestres. Es una zona turística muy visitada del Valle del Mantaro. En el centro de la laguna se ha medido una profundidad superior a 30 metros.

## Leyenda

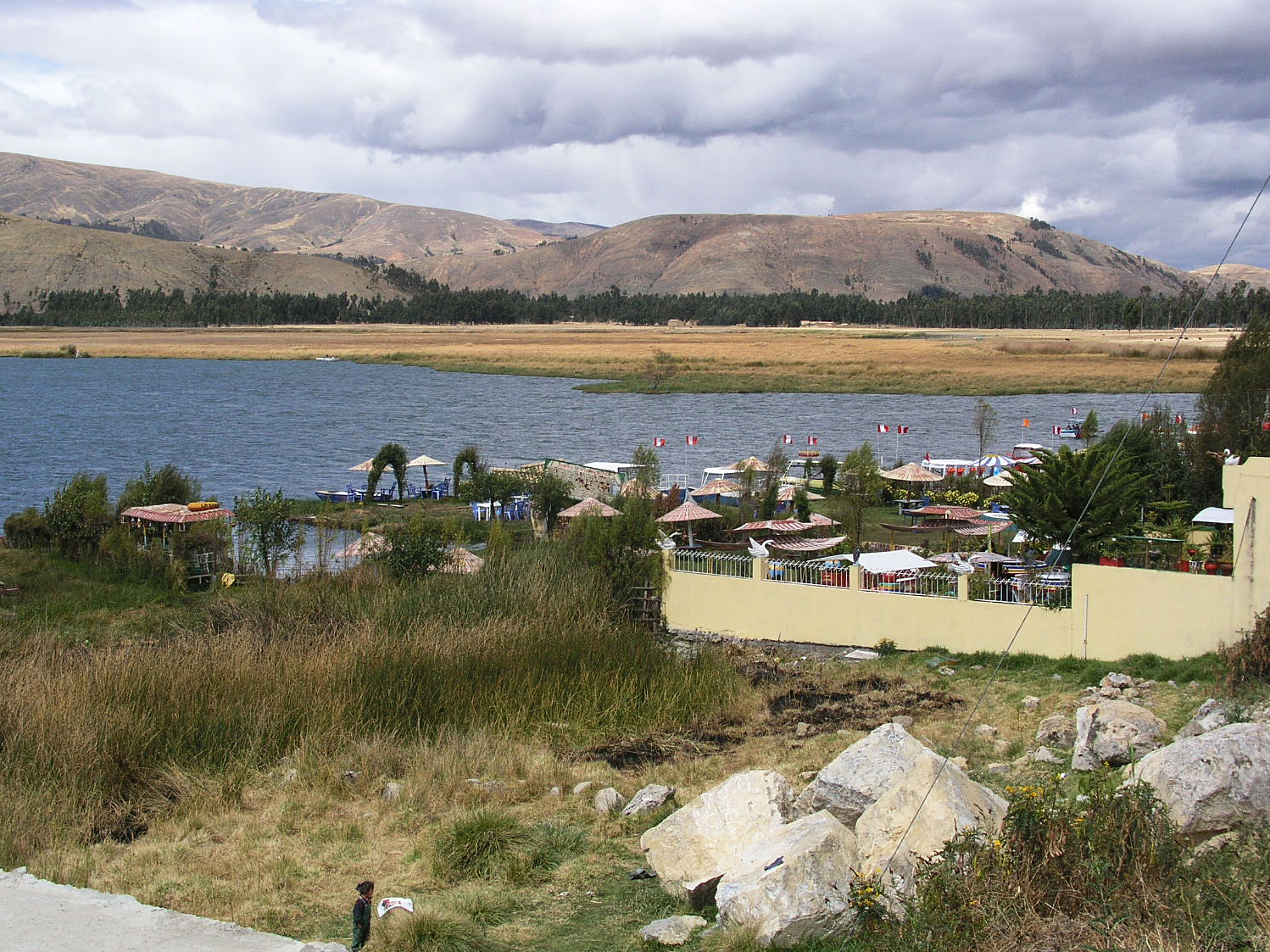

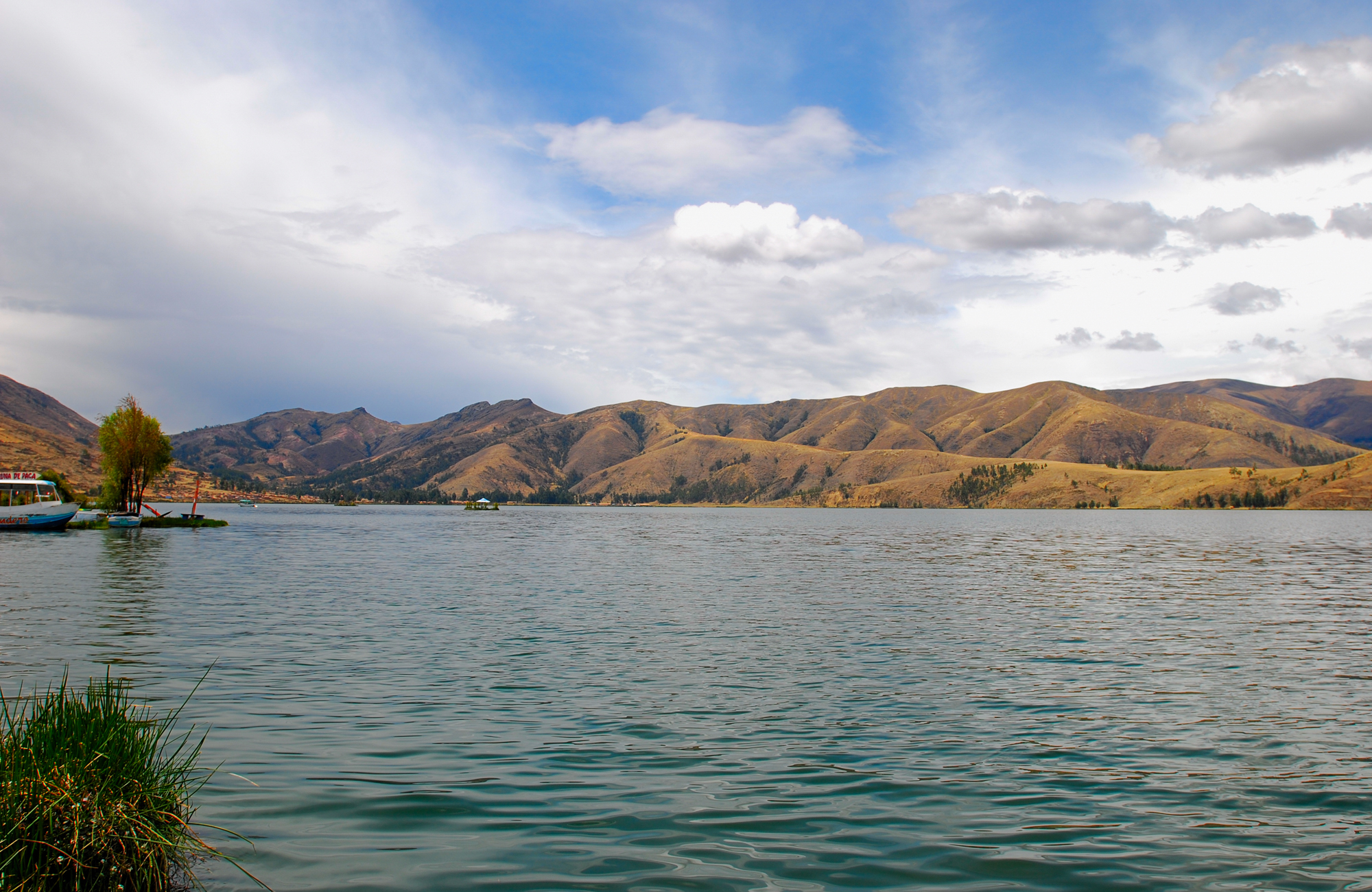

Es una laguna de aguas tranquilas sobre las que se han tejido algunas leyendas. Una de ellas cuenta que en su fondo nacen llamas con cargamentos de oro y plata que fueron lanzadas allí por la caravana de súbditos del inca que venían del Cusco al enterarse de que Atahualpa había sido asesinado; el cargamento aparentemente iría a incrementar el rescate que este inca ofreció a los españoles por su liberación. Atesora otras leyendas y mitos que se han trasmitido de generación en generación como aquel del origen de la laguna, de la sirena de cabellos dorados, de la campana de oro y del Indio dormido. 
Algunas leyendas diferentes a esta dice que una vez una persona de la 3.ª edad fue a un pueblo llamado paca (antes paca, después se convirtió en laguna)ya ese anciano fue a ese lugar como un mendigo, fue de casa en casa pidiendo un vaso de agua pero la gente que vivía por ahí no le quiso dar un vaso con agua.
La mayoría de las personas le decía no tengo y le cerraban la puerta pero ese anciano llegó a una casa donde lo recibieron y le dieron lo que pedía que solo era un vaso con agua; luego de eso el anciano le dijo a la familia que tenían que irse de ese lugar porque iba a venir un diluvio y todas las personas que habitaban ahí iban a morir. Y que si escucharan algún ruido no voltearan porque se convertirían en piedra. (Castigo por desobediencia)
La familia hizo caso y se fue pero por medio camino el pequeño de la familia volteo y se convirtió en piedra; luego el padre también desobedeció y volteo también se convirtió en piedra; luego fue la madre con su pequeño hijo que también se convirtieron en piedra.(ese fue el castigo por no obedecer lo que le dijo el anciano).

## Turismo y ecología
Su enorme espejo de agua cuenta con hoteles y restaurantes ubicados en el extremo sur de la laguna, durante los fines de semana se llenan de visitantes para pasear por sus aguas o para saborear una deliciosa pachamanca o un plato de trucha frita y un delicioso ceviche de trucha. El geógrafo Daniel López Mazzotti describe además zonas arqueológicas en sus alrededores y una isla de totora a la que los pobladores llaman "La Isla del Amor". Se menciona la visita al pueblo de Paca en el extremo norte de la laguna, con poca población pero con zonas muy tradicionales en comparación con la zona comercial de la laguna.